# Widły (Tatry)

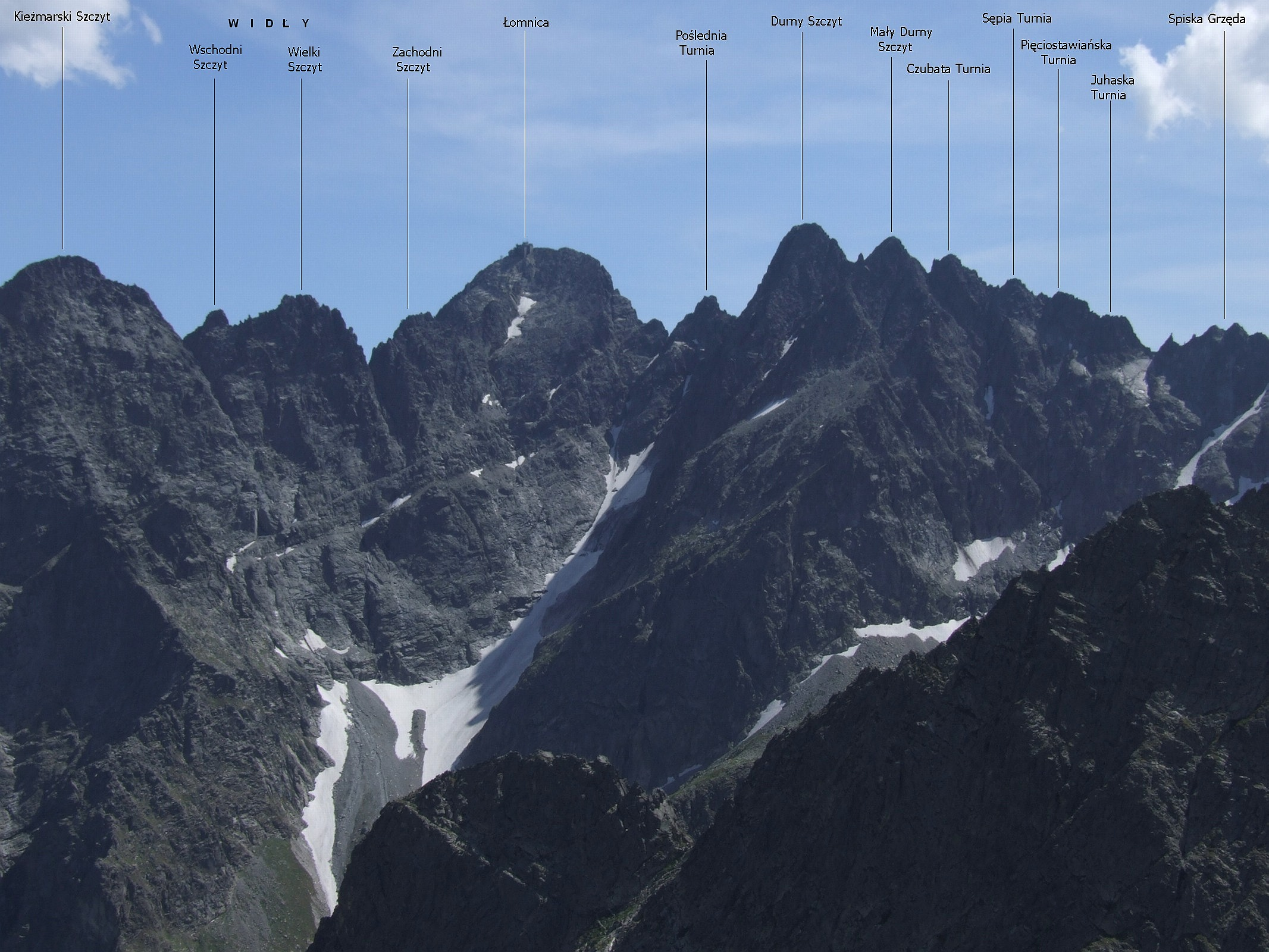
Widły od północy (z Jagnięcego Szczytu)

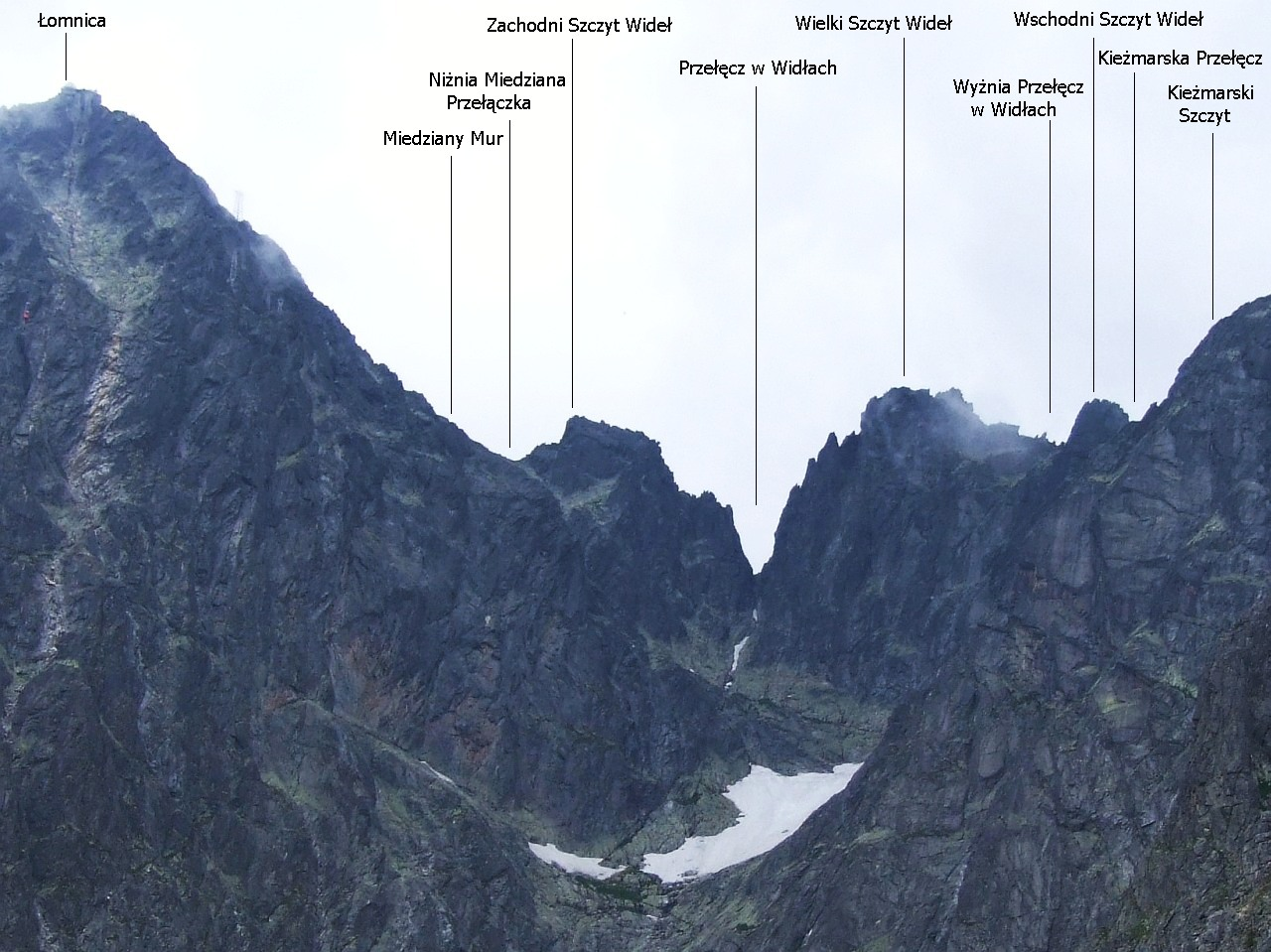
Widły, widok znad Łomnickiego Stawu

Widły, Grań Wideł (słow. Vidly, Vidlový hrebeň, hrebeň Vidiel, hrebeň Vidlových veží, niem. Gabelgrat, Gabelspitzen, węg. Villa-gerinc, Villa-csúcsok) – grań urwistych szczytów w słowackich Tatrach Wysokich, łącząca Łomnicę (Lomnický štít) z Kieżmarskim Szczytem. Grań jest fragmentem długiej południowo-wschodniej grani Wyżniego Baraniego Zwornika. Według Józefa Nyki jest to najpiękniejsza z tatrzańskich grani, a ich przejście stanowi jedną z najpiękniejszych graniówek w Tatrach. Od Łomnicy grań oddziela Wyżnia Miedziana Przełączka (Medená štrbina), a od Kieżmarskiego Szczytu (Kežmarský štít) – Kieżmarska Przełęcz (Kežmarská štrbina).

## Topografia
Widły oddzielają Dolinę Łomnicką (Skalnatá dolina) od Doliny Dzikiej (Veľká Zmrzlá dolina) i Miedzianej Kotliny (Medená kotlina) – należących do systemu Doliny Kieżmarskiej (dolina Bielej vody Kežmarskej). Północne ściany Grani Wideł przecinają tzw. Miedziane Ławki (Wyżnia i Niżnia), używane najprawdopodobniej w latach 1760–1790 przez rodzinę Fábry i zatrudnionych przez nich poszukiwaczy złota (rodzina Fábry wydobywała srebro i malachit z południowych stoków Łomnicy).
W grani Wideł wyróżnia się (w kolejności od Łomnicy):
- Miedziany Mur (Medený múr) – najwyższa część Wideł, dawniej traktowana jako część Zachodniego Szczytu Wideł; dolna część północno-zachodnich ścian łączy się ze ścianami Łomnicy, a część południowa schodzi do tzw. Cmentarzyska,
- Niżnia Miedziana Przełączka (Nižná medená štrbina),
- Zachodni Szczyt Wideł (Západná Vidlová veža),
- Przełęcz w Widłach (Vidlové sedlo, 2417 m[4]) – wąska i głęboka przełęcz jest najniżej położoną częścią Grani Wideł,
- Wielki Szczyt Wideł (Veľká Vidlová veža, 2522 m), najwyższy szczyt Grani Wideł o ostro poszarpanych, urwistych ścianach; nazywany jest też Widłami,
- Wyżnia Przełęcz w Widłach (Lieviková štrbina),
- Wschodni Szczyt Wideł (Východná Vidlová veža)[3][5].

Turnie tworzące Grań Wideł są zbudowane z granitu. W kierunku południowym opadają przede wszystkim do Łomnickiego Koryta – górnej części Cmentarzyska. Po tej stronie ściany wyraźnie wyodrębniają się od masywu Łomnicy. Inaczej jest po stronie Miedzianej Kotliny – poniżej Miedzianych Ławek ściany tworzą wraz z północną ścianą Łomnicy dość jednolite stoki.

## Historia i nazewnictwo
Pierwsze, odnotowane wejścia:
- Przełęcz w Widłach – Karol Englisch i przewodnik Johann Hunsdorfer (senior) 12 sierpnia 1903 r., zimą – Ernst Dubke oraz przewodnicy Johann Breuer i Johann Franz (senior) 17 lutego 1906 r.
- Zachodni Szczyt Wideł – Karol Englisch 17 sierpnia 1903 r.
- Wielki Szczyt Wideł – Miklós Szontagh (junior) i przewodnik Johann Hunsdorfer (senior) pod koniec sierpnia 1903 r., zimą – Ernst Dubke i przewodnicy Johann Breuer i Johann Franz senior 17 lutego 1906 r.
- pierwsze przejście całej Grani Wideł – Aleksander Znamięcki i przewodnik Jędrzej Marusarz Jarząbek 6 września 1906 r., zimą – Gerhard Haffner, Alfred Schmidt, przewodnik Matthias Nitsch 20 kwietnia 1935 r.[3]

Z racji dużego znaczenia dla taternictwa Widły były opisywane w licznych relacjach wspinaczkowych, a także w poezji. Roman Kordys w 1908 r. napisał artykuł Ze wspomnień o Widłach. W 1964 r. Maria Kalota-Szymańska opublikowała natomiast w tomiku Sezon w Tatrach wiersz Na grani Wideł.
Nazwa grani pochodzi od układu trzech turni rozdzielonych przełęczami, szczególnie dobrze układ ten widoczny jest od południowej strony. Niekiedy Widłami określa się Wielki Szczyt Wideł, jednak prawidłowo nazwa ta należy się całej grani. Szczegółowe nazwy pojedynczych turni zostały wprowadzone w „Taterniku” (1907), później zaadaptowali je także Słowacy. Na panoramach autorstwa Georga Buchholtza z lat 1717–1719 turnie te figurują jako Turres. Die Kesmarker Thürme.